# Lanhères
Lanhères is een gemeente in het Franse departement Meuse (regio Grand Est) en telt 62 inwoners (2009).
De gemeente maakt deel uit van het arrondissement Verdun en tot de gemeente op 1 januari 2015 werd opgenomen in het nieuw gevormde kanton Bouligny was het deel van het kanton Étain.

## Geografie
De oppervlakte van Lanhères bedraagt 4,8 km², de bevolkingsdichtheid is dus 12,9 inwoners per km².
De onderstaande kaart toont de ligging van Lanhères met de belangrijkste infrastructuur en aangrenzende gemeenten.

## Demografie
Onderstaande figuur toont het verloop van het inwonertal (bron: INSEE-tellingen).